# Ralf Brudel
Ralf Brudel (* 6. Februar 1963 in Potsdam) ist ein ehemaliger Ruderer, der zuerst für die DDR und nach der Wende für das wiedervereinigte Deutschland startete.
Er erlernte das Rudern im Ruder-Klub Werder, später wechselte er zum SC Berlin-Grünau.
Bei Ruder-Weltmeisterschaften konnte er im Laufe seiner Karriere zahlreiche Titel für sich verbuchen. Er gewann Silber im Männer-Achter in Luzern 1982, Silber im Männer-Achter 1983 in Duisburg, Bronze im Vierer ohne Steuermann bei den Weltmeisterschaften 1986 in Nottingham, Gold im Vierer ohne Steuermann 1987 in Kopenhagen, Gold im Vierer ohne Steuermann 1989 in Bled und Bronze im Vierer ohne Steuermann 1990 in Tasmanien. Bei den Olympischen Sommerspielen 1988 in Seoul gewann er eine Goldmedaille im Vierer ohne Steuermann. Nach der Wiedervereinigung gelang es ihm erneut zu den Olympischen Sommerspielen 1992 in Barcelona zu fahren und wieder im Vierer ohne Steuermann eine olympische Medaille (Silber) zu erlangen.
Dafür erhielt er am 23. Juni 1993 das Silberne Lorbeerblatt.
Neben seinen internationalen Titeln wurde Brudel mehr als 13-mal DDR-Meister zwischen 1982 und 1989. 1988 erhielt er für seinen Olympiasieg in Seoul den Vaterländischen Verdienstorden in Gold.